# Jonas Staugaitis
Jonas Staugaitis (Omentiškiai, 20 de maig de 1868 - Kaunas, 18 de gener de 1952), fou un metge i polític lituà, va ser el quart president de Lituània durant el cop d'estat del 1926.